# Автохтонні едифікатори
Автохтонні едифікатори — це едифікатори, що є певному місцеіснуванні будівниками угруповання за природних незмінних умов, без впливу людини та тварин. За інших умов місцеіснування деякі види можуть належати до дегресивних.
Автохтонні ассектатори — це ассектатори, що входять до складу самобутнього рослинного покриву.